# Burgstall Roggenstein
Der Burgstall Roggenstein ist ein hochmittelalterlicher Burgstall in der Gemeinde Emmering im Landkreis Fürstenfeldbruck in Oberbayern. Zur Gesamtanlage Roggenstein gehören noch die Kapelle St. Georg und der ehemalige Meierhof, das Gut Roggenstein.

## Geographische Lage

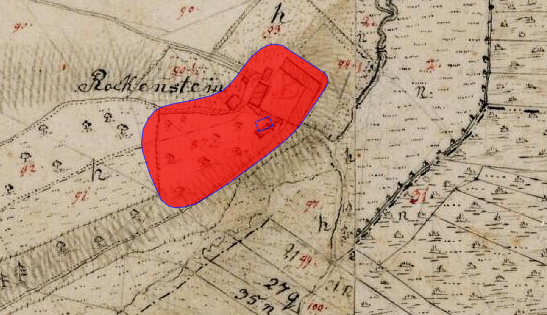
Lageplan von Burgstall Roggenstein auf dem Urkataster von Bayern

Der Burgstall liegt auf dem östlichen 550 m ü. NN hohen Sporn eines bewaldeten, eiszeitlichen Moränenzuges namens Emmeringer Leite. Auf seinem Gebiet steht am Ostrand die Kapelle. Nördlich davon liegt unterhalb der Anhöhe das Gut Roggenstein. Die Gesamtanlage befindet sich vollständig auf dem Gebiet der Gemeinde Emmering, in unmittelbarer Nachbarschaft der südlich davon angrenzenden Gemeinde Eichenau. Einige Kilometer westlich liegen die beiden Burgstellen Gegenpoint und Engelsberg sowie das Kloster Fürstenfeld.

## Geschichte
Wie das Gelände vor dem Bau der Burg genutzt wurde, ist nicht klar. In der Nähe der Kapelle wurden im 19. Jahrhundert angeblich einige römische Körpergräber entdeckt, von denen aber nichts erhalten ist. Auch gibt es keine Dokumentation über den Fund. Am Hang zwischen dem Burgstall und dem Gut sollen zudem einige römische Keramikscherben gefunden worden sein.
Der Fund einer karolingisch-ottonischen Emailscheibenfibel im Jahr 1989 am Fuß des Burgstalls bezeugt zwar nicht direkt die Existenz einer Burg, jedoch eine Nutzung des Areals bereits ca. gegen Ende des 9. Jh.
Der Ursprung der mittelalterlichen Burganlage ist ebenso ungewiss. In den zeitgenössischen Schriftquellen erscheint in Altbayern keine edelfreie oder Dienstmannenfamilie mit dem Beinamen „von Roggenstein“. Ebenso unsicher ist, ob die Anlage ursprünglich als welfische Ministerialenburg oder als Grenzbefestigung der Wittelsbacher beziehungsweise der Grafen von Dachau anzusehen ist. Die ersten Nachrichten über die Burg stammen aus dem 14. Jahrhundert.
1317 werden Engelmar der Chuchenmaister („Küchenmeister“) und seine Frau Agnes von Gegenpoint als Besitzer der Veste genannt. Agnes hatte die Burg möglicherweise als Heiratsgut mit in die Ehe gebracht. Gegenpoint liegt nur etwa drei Kilometer westlich auf der Amperleite.
1347 gehörte der „Ruckenstain“ den Eisenhofern. 1361 verkaufte Rudolf Preysinger von Wolnzach die Burg an Heinrich Küchenmeister von Lochhausen. Dessen Witwe Katharina veräußerte den Besitz mit dem zugehörigen Meierhof schließlich 1371 an das Kloster Fürstenfeld. Zu dieser Zeit war die Burg offenbar bereits verlassen, da sie als „Burgstall“ bezeichnet wird. Das Kloster wollte durch den Ankauf wohl einen Wiederaufbau der Burg verhindern. Aus diesem Grunde hatte man auch die Nachbarburgstellen Gegenpoint und Engelsberg erworben und dann abtragen lassen.

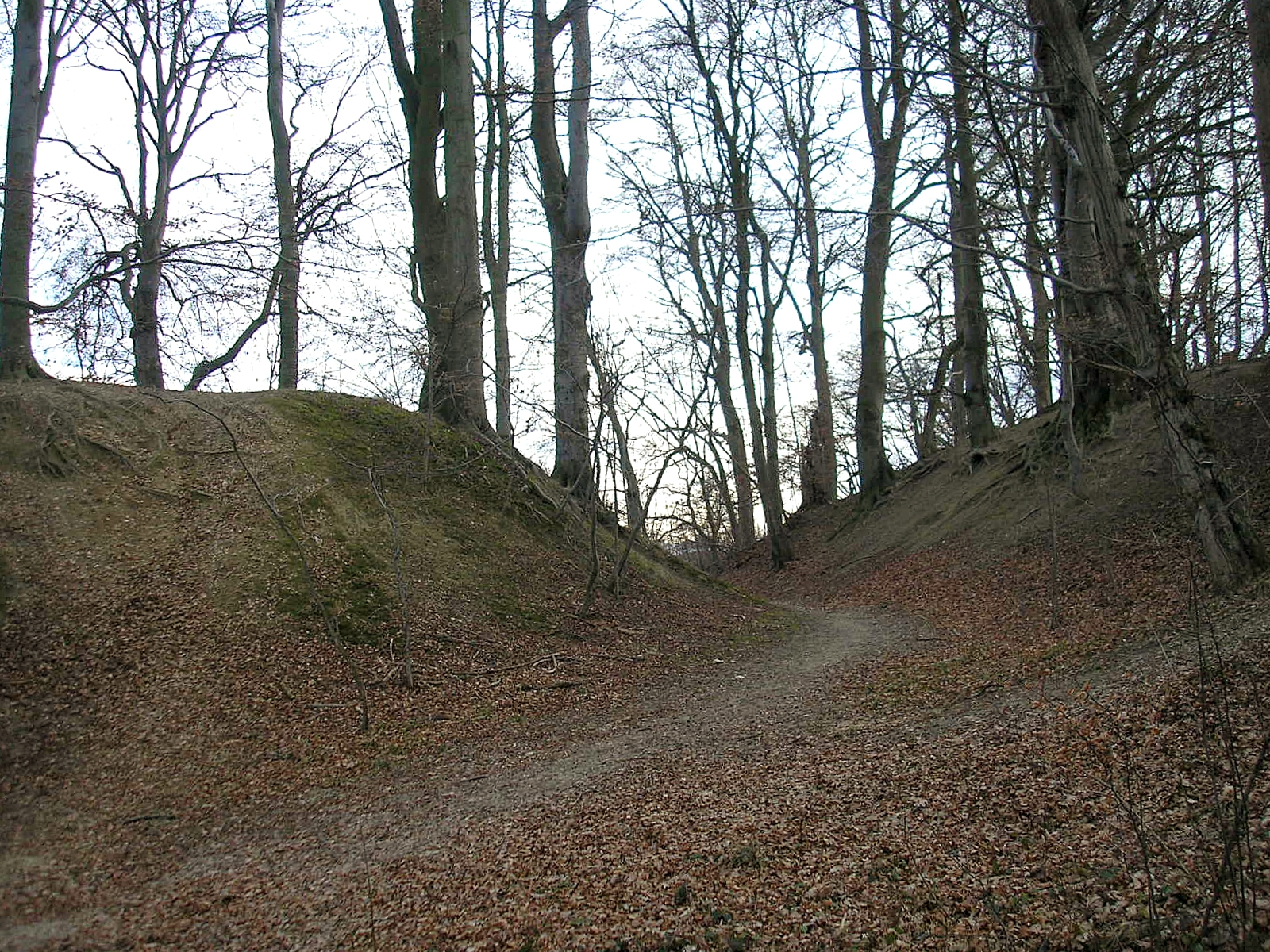
Der Halsgraben der Hauptburg. Blick nach Süden

Erst um 1400 entstand die gotische Kapelle St. Georg auf dem kleinen Plateau zwischen der ehemaligen Burg und dem Gutshof. Ob ein direkter Zusammenhang mit der ehemaligen Burgkapelle besteht, ist nicht bekannt. Das Patrozinium St. Georg deutet darauf hin, da der Heilige Patron zahlreicher Burgkapellen war. Auch die günstige Lage zwischen Burg und Meierhof spricht für die Annahme, hier bereits den Standort der ursprünglichen Kapelle zu lokalisieren.

## Beschreibung
Von der hochmittelalterlichen Abschnittsburg bzw. Spornburg sind nur Geländespuren und zwei Gräben erhalten. Die Kapelle entstand in ihrer jetzigen Form erst nach Auflassung der Burg, die Gutsgebäude stammen aus dem 19. Jahrhundert.

### Burgstall

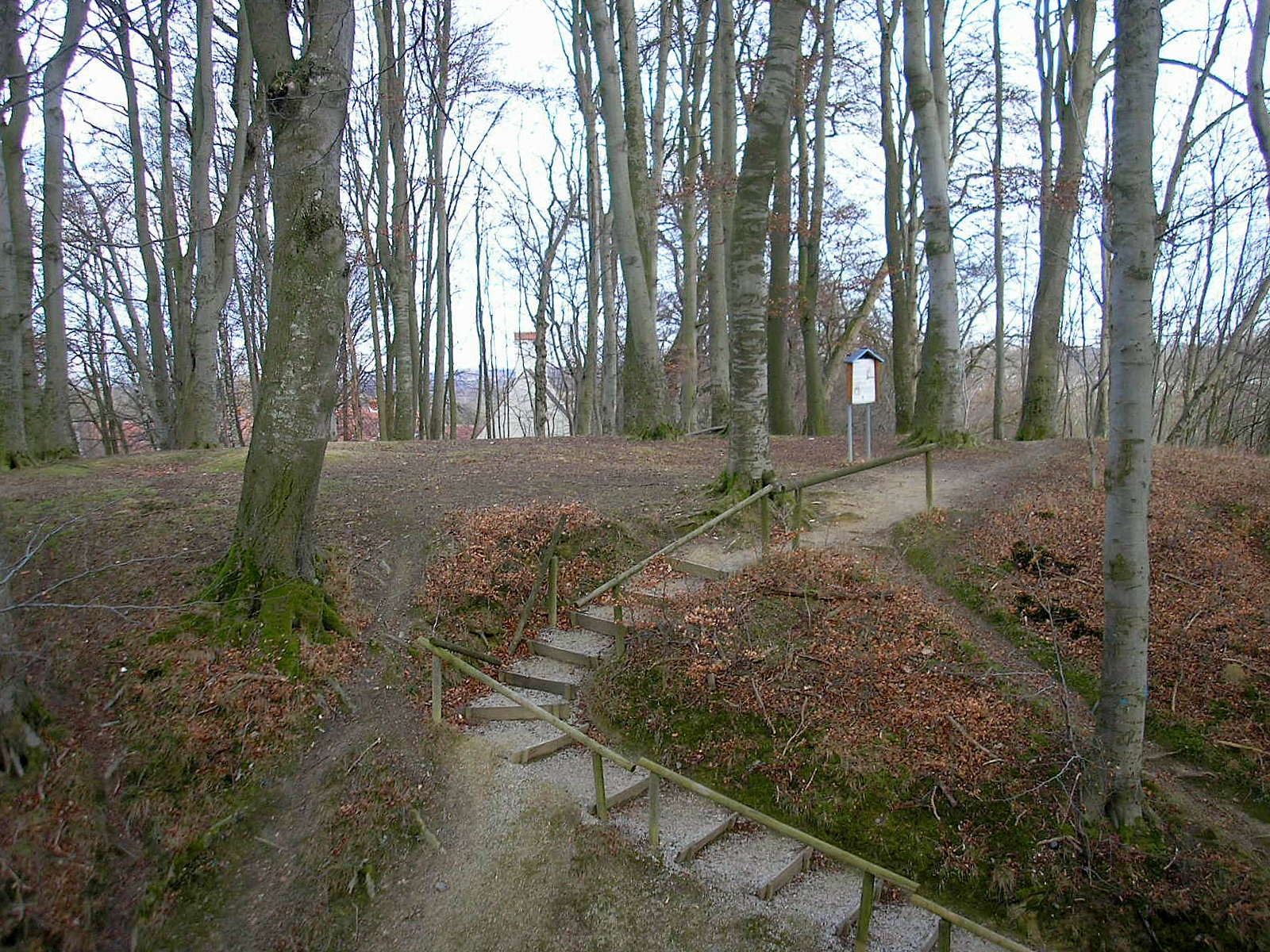
Die Hauptburg von Westen. Ansicht über den Halsgraben

Die zweiteilige Anlage (je etwa 30 × 40 m) wird im Westen durch einen etwa sechs Meter tiefen Halsgraben vom Hinterland abgetrennt. Etwa 35 Meter östlich durchschneidet ein zweiter Graben (Tiefe ca. vier Meter) den Hügelsporn. Das Gelände fällt anschließend über eine Stufe zu einem dreieckigen Plateau ab, auf dem sich die Kapelle erhebt.
Die Steilhänge sind durch die fortschreitende Bodenerosion teilweise abgerutscht, bzw. im Nordwesten zur Materialgewinnung (Gutsbetrieb) teilweise abgegraben worden. Weiter westlich ist der Materialgrube noch ein Plateau vorgelagert. Über den Burgstall verlaufen zahlreiche Trampelpfade, durch deren Benutzung der von Bodenerosion gefährdete Bestand weiter beeinträchtigt wird.
Das Bayerische Landesamt für Denkmalpflege verzeichnet das Bodendenkmal als „Burgstall des späten Mittelalters ("Roggenstein") mit zugehörigem Wirtschaftshof und ehem. Burgkapelle St. Georg“ unter der Denkmalnummer D 1-7833-0104.

### Kapelle St. Georg

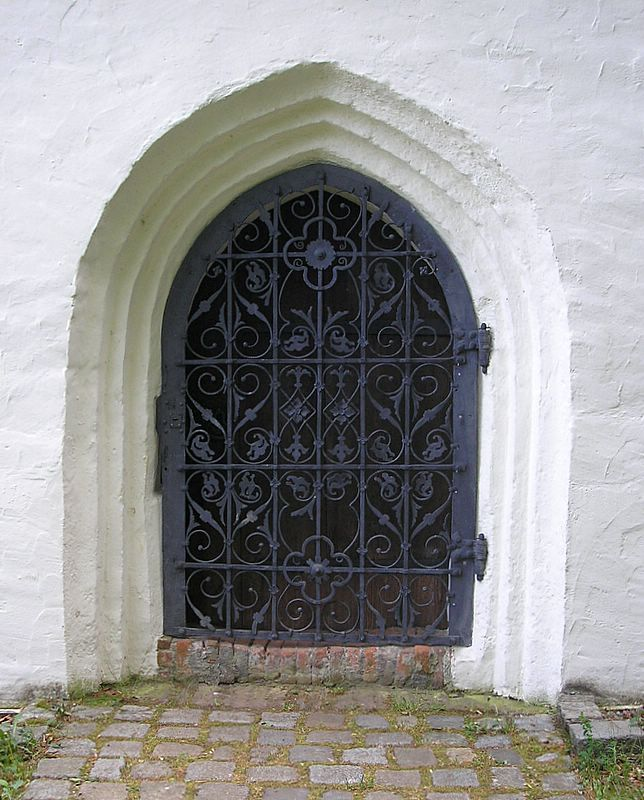
Das gestufte Kapellenportal

Die Kapelle entstand um 1400 als rechteckiger Saalbau mit offenem Glockenstuhl über dem Ostgiebel. Der weiß verputzte Backsteinbau wird nur durch vier kleine Fensteröffnungen belichtet. Den Zutritt ermöglicht ein gestuftes Spitzbogenportal auf der Nordseite. Vor der Holztüre ist ein schmiedeeisernes Gitter angebracht.
Das Innere wird von einer schlichten Balkendecke überspannt, deren gotische Rautenornamentik möglicherweise erst im 19. Jahrhundert aufgemalt oder erneuert wurde. Aus der Bauzeit stammt jedoch der umfangreiche Freskenzyklus aus Darstellungen der Passion Christi, der zu den bedeutendsten Beispielen mittelalterlicher Wandmalerei in Oberbayern zählt.
Neben dem Eingang ist eine überlebensgroße Christophorusdarstellung zu sehen. Über einer gemalten Vorhangdraperie erkennt man unter anderem die Gefangennahme, Kreuzigung und Auferstehung des Erlösers Jesus Christus. An der Stirnwand kämpft der heilige Georg mit dem Drachen. Die stark gefährdeten Malereien konnten 1992/93 durch eine aufwändige Sanierung gesichert werden.
Der alte Altartisch, ein Blockaltar, steht seit 1970 wieder vor der Ostwand. Der barocke Hochaltar an der Südwand ist auf der Rückseite auf 1686 datiert. Zwei gedrehte Säulen rahmen das Altarblatt mit dem heiligen Georg. Seitlich stehen Figurengruppen der heiligen Maria zwischen Joachim und Anna bzw. Jesus zwischen Maria und Josef (rechts).
Unter der einfachen Holzempore im Westen hängen zwölf ovale Passionsbilder aus der 2. Hälfte des 18. Jahrhunderts.
Die Sanierungen der Kapelle und Restaurierungen der Wandmalereien werden durch den 1969 gegründeten Förderverein Verein zur Erhaltung der Kapelle St. Georg Roggenstein betreut. Der Verein macht auch das Innere der Kapelle regelmäßig zugänglich. Zum 50-jährigem Jubiläum des Kapellenvereins im Jahre 2019 wurden im Ortszentrum von Eichenau auf der Rathauswiese drei Infoleinwände installiert die in Form des Kapelleninenraums von St. Georg, das Aussehen desselben nachbilden. Die Seiteninfotafeln geben Auskunft über Vorträge, Benefizkonzerte, dem Mittelaltermarkt und weiterem.

### Gut Roggenstein

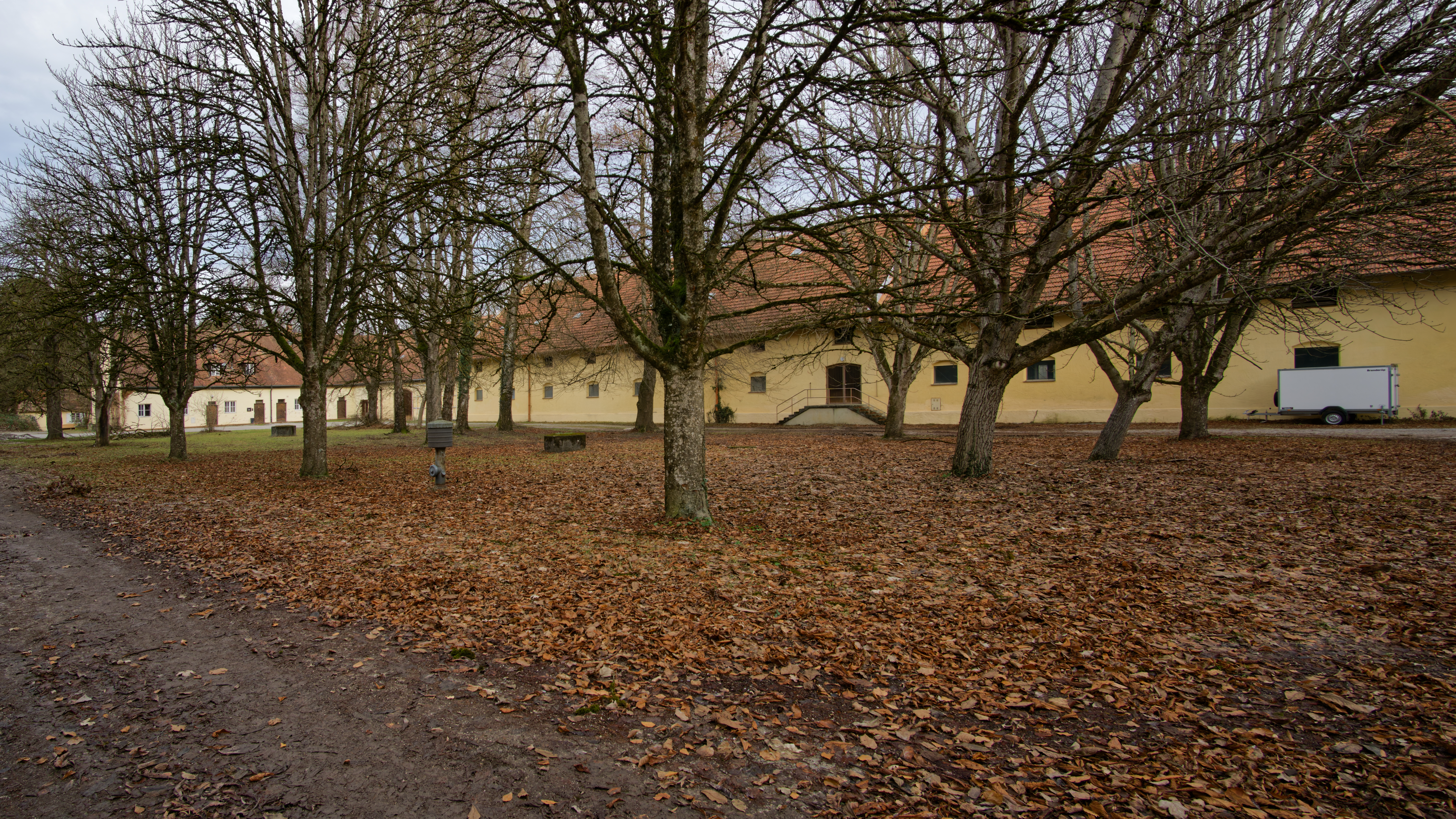
Gut Oberroggenstein unterhalb des Burgstalls

Der alte Meierhof unterhalb der Burg blieb bis 1803 im Besitz des Klosters Fürstenfeld. Aufgrund der Säkularisation ging der Klosterbesitz auf den bayerischen Staat über, der die gesamten Liegenschaften einschließlich des Meierhofs Roggenstein weit unter Wert für 130.000 Gulden an den nordböhmischen Fabrikanten Ignaz Leitenberger verkaufte, von dem man sich erhoffte, dass er durch den Aufbau einer Kattunmanufaktur den strukturschwachen Raum beleben würde. Angesichts der schlechten wirtschaftlichen Lage durch die Missernte von 1816 und die napoleonischen Kriege verkaufte Leitenberger 1817 den Besitz für 240.000 Gulden wieder an den bayerischen Staat. Die Meierei Roggenstein wurde ein Militärfohlenhof, der dem Remonte-Depot unterstellt war. Im 19. Jahrhundert entstanden die schlichten Wohn- und Wirtschaftsgebäude, die noch heute zu sehen sind. Nach dem Ersten Weltkrieg trat der Wittelsbacher Ausgleichsfonds in die Besitzrechte ein. Seit 1943 ist das Gut wieder in Staatsbesitz und dem Institut für Acker- und Pflanzenbau der TU München in Weihenstephan angegliedert. Nach der Jahrtausendwende kam das staatliche Versuchsgut mehrmals in die Schlagzeilen, als einige Anschläge auf Felder mit genmanipulierten Aussaaten verübt wurden.

## Erdstall
Im Burghügel befindet sich auch ein Erdstall, der wohl in keinem direkten Zusammenhang mit der hochmittelalterlichen Anlage steht. Seine Gänge wurden um 1840 erstmals dokumentiert und sind heute nicht mehr zugänglich. Die Eingänge sind verschüttet bzw. wurden verschlossen.
Nach alten Beschreibungen ist der Hauptstollen bis zu zwei Meter hoch und läuft von Nord nach Süd etwa 100 Meter quer durch den Berg. Vom Hauptgang zweigen einige, teilweise durch Schlupflöcher erreichbare Seitenarme ab. Das Gangsystem wurde in den festen Sandboden des Moränenzuges gegraben. Die überlieferten Befunde entsprechen vergleichbaren, heute noch zugänglichen Objekten. Typisch ist der wohl aus statischen Gründen verwendete spitzbogige Querschnitt der Stollen, die in unterschiedlichen Bodentiefen liegen.

## Sagen
Der Burgstall Roggenstein ist ein Sagenplatz der drei Frauen, die in deutschen Sagen häufig genannt werden. Es heißt, dass man an Allerseelen (2.11.) Gesang hört und drei jungfräuliche Schwestern herumgehen sieht. Zwei sind weiß und schreiten voran, die dritte ist schwarz und folgt ihnen mit einem schwarzen Hund.
In diesem Zusammenhang ist interessant, dass 1524 als Patronin der Kapelle die Hl. Margarethe genannt wird, die als eine der drei bayrischen Madl (Barbara, Margarethe und Katharina) zum religiösen Vorstellungskomplex der drei heiligen Frauen gehört. Ein mittelalterliches Bildnis der drei ist in der Kapelle als Wandfresko fragmentarisch erhalten.
Eine weitere Erzählung handelt davon, dass der Teufel die Kapelle baute. Sie soll aber nicht auf eine Volkssage zurückgehen.
Die unterirdischen Gänge sollen dem Volksglauben nach bis zum Kloster Fürstenfeld gereicht haben.